# Macomer
Macomer (AFI: /makoˈmɛr/ ), Macumère in sardo (AFI: /makuˈmɛrɛ/), è un comune italiano di 9 064 abitanti della provincia di Nuoro, situato a 563 metri sul livello del mare, alle pendici della catena del Marghine, di cui è il centro principale, arroccata sulle rive del rio S'Adde. Insignito del titolo di città, è inoltre il capoluogo dell'unione dei comuni del Marghine.

## Geografia fisica
Macomer, arroccata sulle alte sponde basaltiche del rio S'Adde, ha una superficie di 122,5 chilometri quadrati, la casa comunale si trova a 563 m s.l.m. (altezza minima 390 metri, altezza massima 808 metri, escursione altimetrica 418 metri).
Il territorio macomerese è caratterizzato da una grande varietà di paesaggi, da quello collinare e montuoso della catena del Marghine e del monte di Sant'Antonio, a quello steppico degli altopiani di Campeda e Abbasanta. La vegetazione presenta boschi misti a roverella e sughera.
Nell'altopiano di Campeda sono presenti 9 entità endemiche e 23 specie di uccelli.

### Territorio
La conformazione geologica del suo territorio è contraddistinta da vulcaniti basiche plio-quaternarie costituite da basalti che fanno parte di diverse serie (trachiti, trachiti fonolitiche, fonoliti, trachibasalti e alcalibasalti, basalti alcalini e subalcalini, basaniti analcitiche).

### Monte Sant'Antonio
Il monte Sant'Antonio, che misura fino a quota 808 m s.l.m., è ricoperto da varie specie arboree, tra cui diverse querce, alcune delle quali hanno più di 100 anni.

### Clima
| Macomer (1981-2010)        | Mesi | Mesi | Mesi | Mesi | Mesi | Mesi | Mesi | Mesi | Mesi | Mesi | Mesi  | Mesi  | Stagioni | Stagioni | Stagioni | Stagioni | Anno  |
| Macomer (1981-2010)        | Gen  | Feb  | Mar  | Apr  | Mag  | Giu  | Lug  | Ago  | Set  | Ott  | Nov   | Dic   | Inv      | Pri      | Est      | Aut      | Anno  |
| -------------------------- | ---- | ---- | ---- | ---- | ---- | ---- | ---- | ---- | ---- | ---- | ----- | ----- | -------- | -------- | -------- | -------- | ----- |
| T. max. media (°C)         | 10,9 | 11,6 | 14,4 | 17,0 | 21,8 | 26,4 | 30,1 | 29,8 | 25,0 | 20,7 | 15,0  | 11,7  | 11,4     | 17,7     | 28,8     | 20,2     | 19,5  |
| T. min. media (°C)         | 5,2  | 5,2  | 6,6  | 8,4  | 12,2 | 15,5 | 18,5 | 18,9 | 15,7 | 13,1 | 9,1   | 6,3   | 5,6      | 9,1      | 17,6     | 12,6     | 11,2  |
| Precipitazioni (mm)        | 80,6 | 69,5 | 62,9 | 83,1 | 56,5 | 27,1 | 6,7  | 15,7 | 47,1 | 75,2 | 117,1 | 110,4 | 260,5    | 202,5    | 49,5     | 239,4    | 751,9 |
| Giorni di pioggia          | 8    | 9    | 6    | 5    | 5    | 3    | 0    | 1    | 5    | 7    | 7     | 9     | 26       | 16       | 4        | 19       | 65    |
| Umidità relativa media (%) | 85   | 82   | 76   | 72   | 72   | 60   | 53   | 55   | 65   | 76   | 79    | 82    | 83       | 73,3     | 56       | 73,3     | 71,4  |

## Storia

### Preistoria e periodo punico-romano

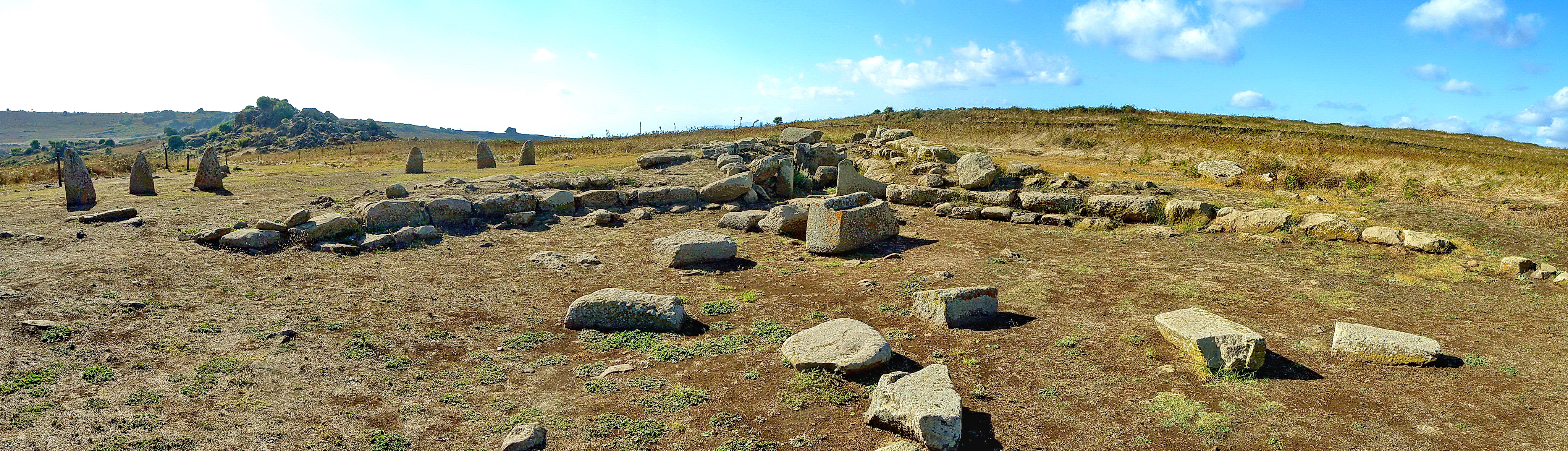
Il sito archeologico di Tamuli

In una grotta, situata in località Marras, in una gola del rio S'Adde, è stata rinvenuta, nel 1949, una statuetta, detta Venere di Macomer, oggi custodita nel Museo archeologico nazionale di Cagliari. Il manufatto, raffigurante una Dea Madre risalente stilisticamente al Paleolitico superiore, è alto circa 14 cm, ed è stato realizzato con pietra basaltica locale.
Abitato fin dalla più remota antichità, come testimonia la presenza del complesso nuragico di Santa Barbara (antecedente al 1100 a.C.), e di quello di Tamuli (un nuraghe, tre tombe di giganti e sei betili), le numerose tombe di giganti, le domus di Filigosa e una moltitudine di rovine nuragiche sparse per il territorio, Macomer, fu all'inizio un insediamento punico (l'antica Macopsissa, descritta dal geografo alessandrino Tolomeo). 
Nel 238 a.C. la Sardegna passò sotto il dominio romano e Macomer conservò la sua importanza strategica in qualità di luogo di passaggio obbligato tra il nord e il sud dell'isola. Sono scarse le testimonianze archeologiche lasciateci dai Romani, che per lo più si riducono a circa sei pietre miliari e a qualche lapide. Due di queste pietre miliari si trovavano di fronte alla chiesa di San Pantaleo e attualmente sono custodite nel museo archeologico Sanna di Sassari.

### Bizantini, periodo giudicale e aragonese
Nella città rimangono alcune tracce della dominazione Bizantina, ravvisabili nelle chiese della Nostra Signora d'Itria e di Nostra Signora del Soccorso. Di origine bizantina era anche la chiesa di Santa Barbara arroccata sul Monte Manai, ora ridotta a un cumulo di pietre.
Nel 1259, Macomer, facente parte della curatoria del Marghine, passò dal Giudicato di Torres a quello d'Arborea. Nel 1478 vi si svolse la storica battaglia di Macomer tra i Sardi del marchesato di Oristano e le truppe Aragonesi del Regno di Sardegna. Il 19 maggio di quell'anno infatti, Leonardo Alagon, Marchese di Oristano, e Nicolò Carroz, Viceré di Sardegna, si affrontarono nei pressi del castello di Macomer, di cui ora possiamo osservare solo pochi resti. Il Viceré, forte dell'aiuto del Re di Napoli, del Viceré siciliano, e soprattutto del Governatore del Logudoro, sconfisse definitivamente il Marchese Leonardo Alagon, che venne incarcerato in Spagna, nel castello di Xàtiva.
Nel centro storico della città si possono osservare antiche case che presentano chiari segni del dominio aragonese nello stile degli architravi delle finestre. Risale a quel periodo anche la costruzione della Chiesa di San Pantaleo, di fronte alle rovine del castello. La costruzione del campanile della chiesa fu affidata a Michele Puig nel 1573.

### I Savoia

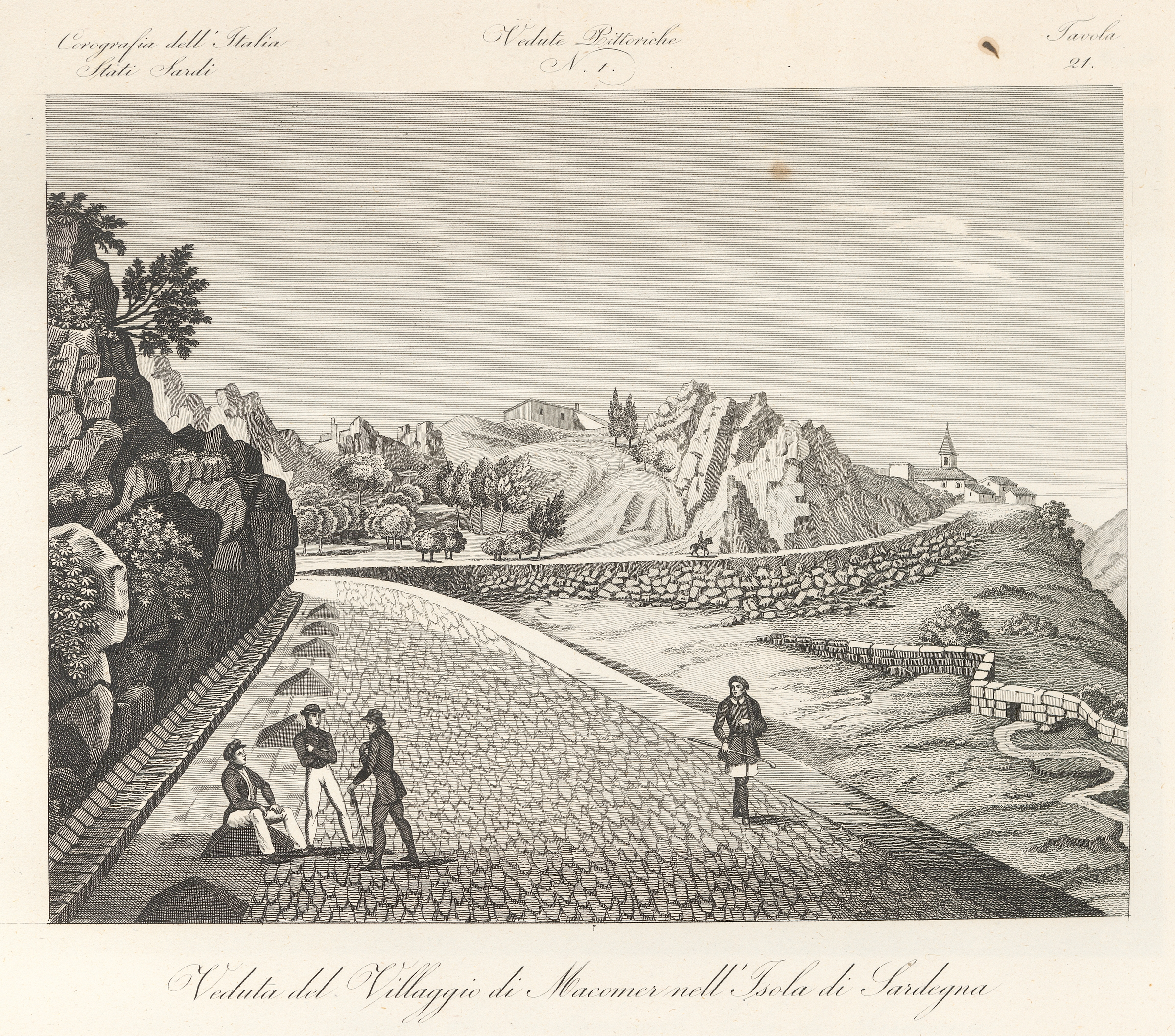
Veduta del villaggio di Macomer nell'isola di Sardegna (1845)

Nel 1720 la Spagna perse definitivamente il controllo sull'Isola, che passò sotto il dominio dei Duchi di Savoia. Il 28 luglio del 1767 venne istituito dal Regno di Sardegna il Marchesato del Marghine con sede in Macomer. Il Marchesato comprendeva Birori, Bolotana, Borore, Bortigali, Dualchi, Lei, Mulargia, Noragugume e Silanus; venne abolito nel 1839.
Nel 1795 Giovanni Maria Angioy giunse a Macomer con 500 cavalieri, alla ricerca del sostegno della popolazione locale. La città invece insorse contro di lui, e gli angioini penetrarono in città e saccheggiarono la chiesa di San Pantaleo.

### Dall'unità d'Italia in poi
Nel 1935 ci fu la visita di Benito Mussolini. Fino al 1948, anno in cui divenne comune autonomo, Birori risultava una frazione di Macomer. Nel dopoguerra ci furono anche le visite dell'allora Presidente del Consiglio dei ministri della Repubblica Italiana Alcide De Gasperi e dei Presidenti della repubblica Giovanni Gronchi e Francesco Cossiga. La creazione dell'Unione dei comuni del Marghine portò Macomer a divenirne il capoluogo, essendo il comune stato designato come sede dell'ente.

### Simboli
Lo stemma e il gonfalone del comune di Macomer sono stati concessi con decreto del presidente della Repubblica del 9 maggio 1985.
Il gonfalone è un drappo di rosso.

## Monumenti e luoghi d'interesse

### Architetture religiose

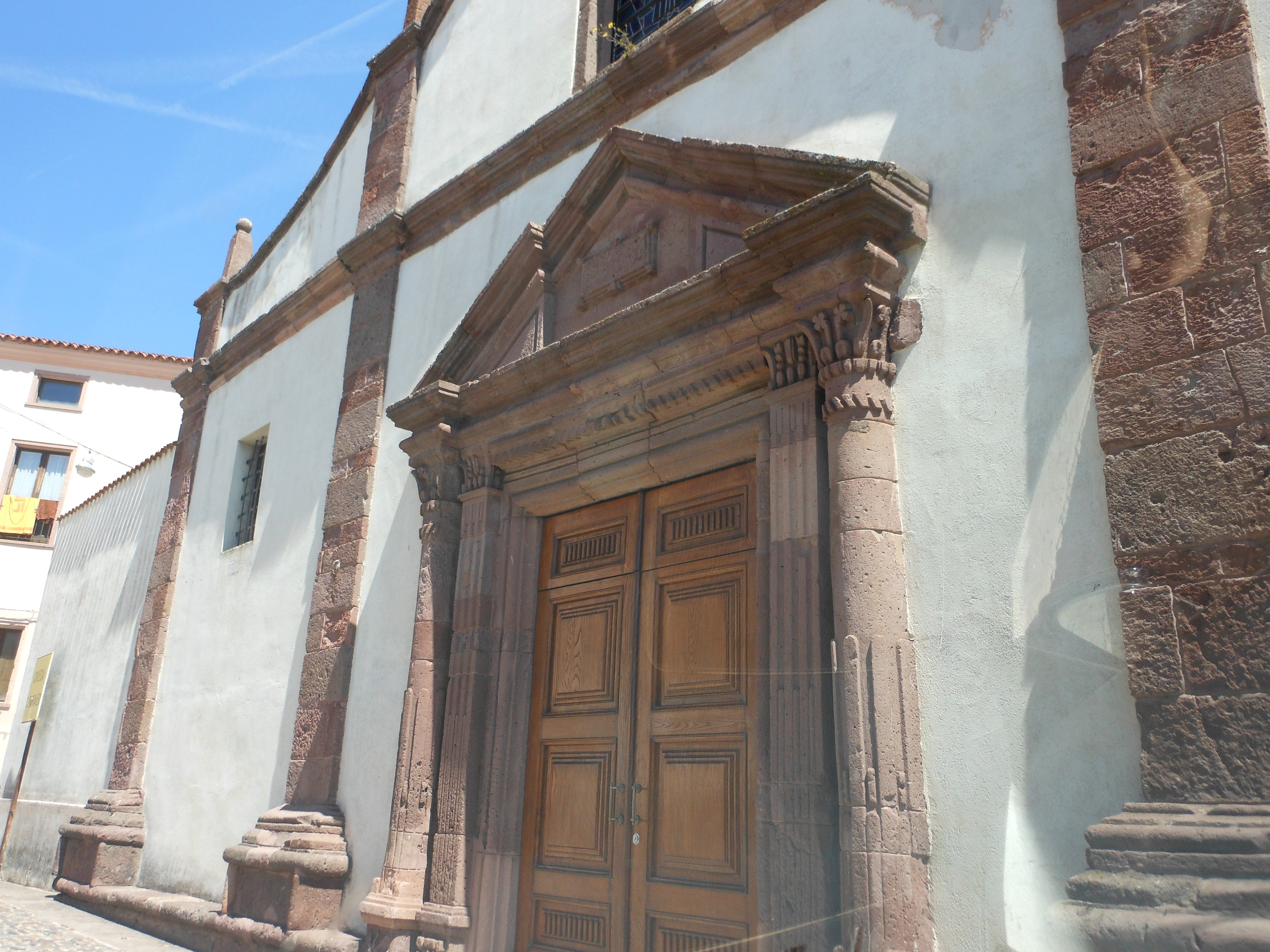
Chiesa di San Pantaleo

#### Chiese urbane
- Chiesa Parrocchiale di San Pantaleo, patrono della città (1635), a tre navate, con una facciata contraddistinta da un portale a timpano, posta all'estremità sud-occidentale del centro abitato, in una posizione da cui si gode un eccezionale panorama, sino al Campidano. Si conservano al suo interno un retablo del Quattrocento di autore sconosciuto e una statua di san Pantaleo ritenuta miracolosa in quanto, secondo la traduzione, nell'anno 1627 avrebbe sudato.
- Chiesa Parrocchiale Beata Vergine Maria Regina delle Missioni
- Chiesa Parrocchiale San Francesco d’Assisi, aperta nel 1962, è caratterizzata da una vasta e bassa facciata esterna con tetto a doppio spiovente al centro del quale si apre il portale ligneo di forma rettangolare. Nel nucleo centrale della Chiesa si eleva un grandioso corpo rettangolare con croce vetrata frontale.
- Chiesa Parrocchiale Santa Famiglia di Nazareth
- Chiesa di Santa Croce, è situata nel Centro Storico, fu costruita nella metà del cinquecento, riedificata nel diciassettesimo secolo e ristrutturata nel 1981, e fu sede dall'omonima confraternita sino alla fine del diciannovesimo. È suddivisa in tre navate da setti divisori forati da grosse arcate che consentono l'accesso alle piccole navate laterali. La copertura doveva essere in legno su capriate a vista, mentre il presbiterio si presenta con volte a vela rivelate all'esterno dalla copertura a padiglione.[9]
- Chiesa della Vergine d'Itria, è la più antica Chiesa cittadina, edificata in periodo bizantino tra l'undicesimo e il dodicesimo secolo. È la Chiesa del Cimitero di Macomer.
- Chiesa della Vergine del Soccorso, è situata nel rione di Santa Maria, fu costruita agli inizi del dodicesimo secolo in blocchi di tenero tufo verdastro, restaurata nel 1609 e infine nel ventesimo secolo. Gode di un'unica navata perfettamente direzionata, con un’abside semicircolare e semicolonne., La sua copertura era tetto a doppio spiovente con travatura in vista. I restauri hanno, purtroppo, modificato e sfigurato la struttura originaria per via dell’aggiunta della sacrestia e per via di alcune mutazioni delle parti originarie dell'edificio. È stata probabilmente la prima Chiesa Parrocchiale di Macomer.[9]
- Chiesa di Maria Ausiliatrice
- Chiesa di Sant'Antioco (distrutta), era situata nell'area circostante l'attuale municipio.

#### Chiese campestri
- Chiesa di Sant'Antonio
- Chiesa di Santa Barbara (rovine)
- Chiesa di San Giorgio (distrutta)
- Chiesa di Sa Maddalena (distrutta)

### Architetture civili

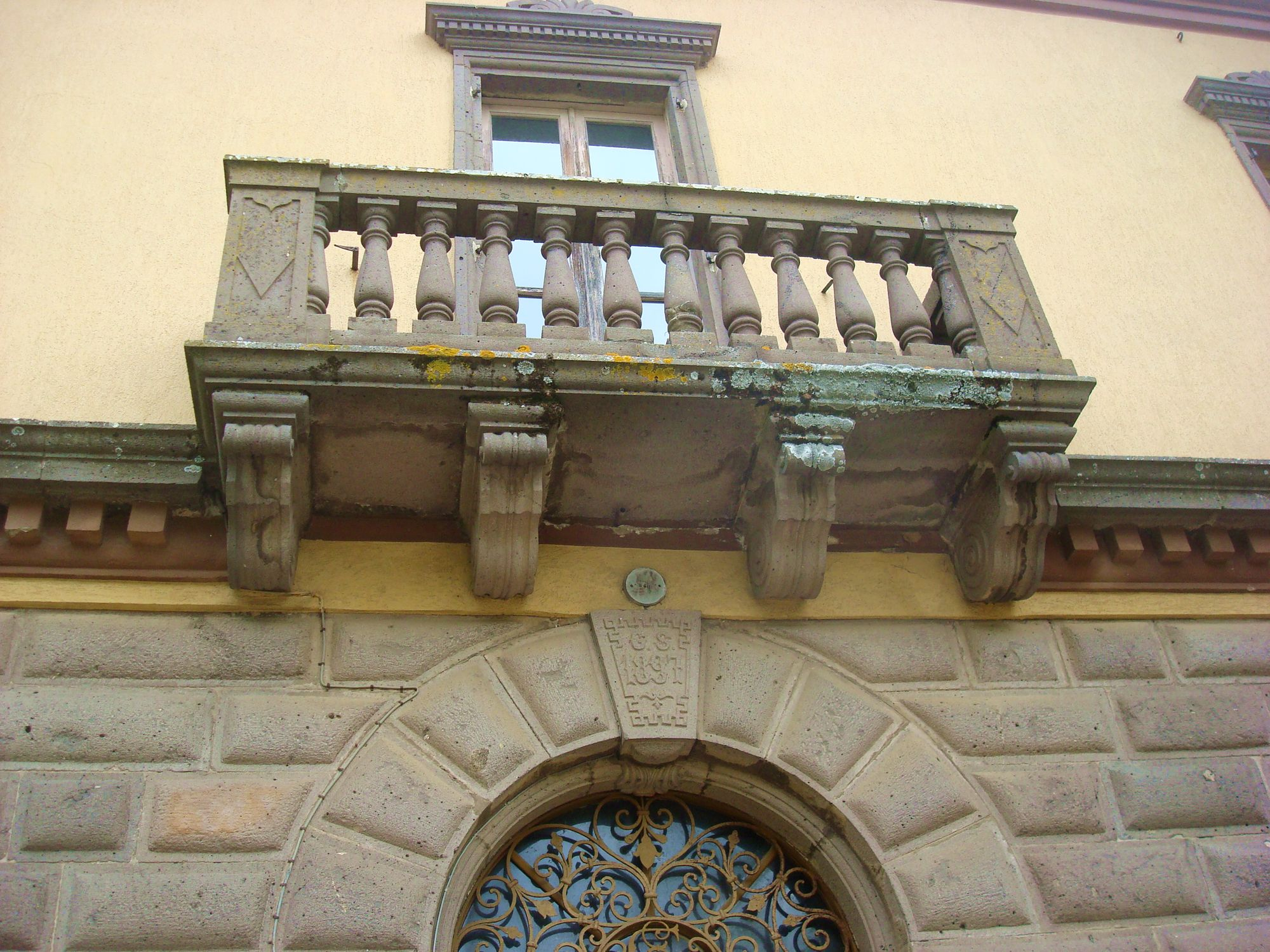
Villa Pasquini

- Palazzo Ravasi
- Palazzo Brasile
- Villa Salmon
- Villa Pasquini
- Palazzo Bozzano
- Ex Albergo delle ferrovie
- Casa Attene
- Casa Melchiorre Murenu
- Su Ponte de Antoni Fiore
- Su Palatu

### Monumenti

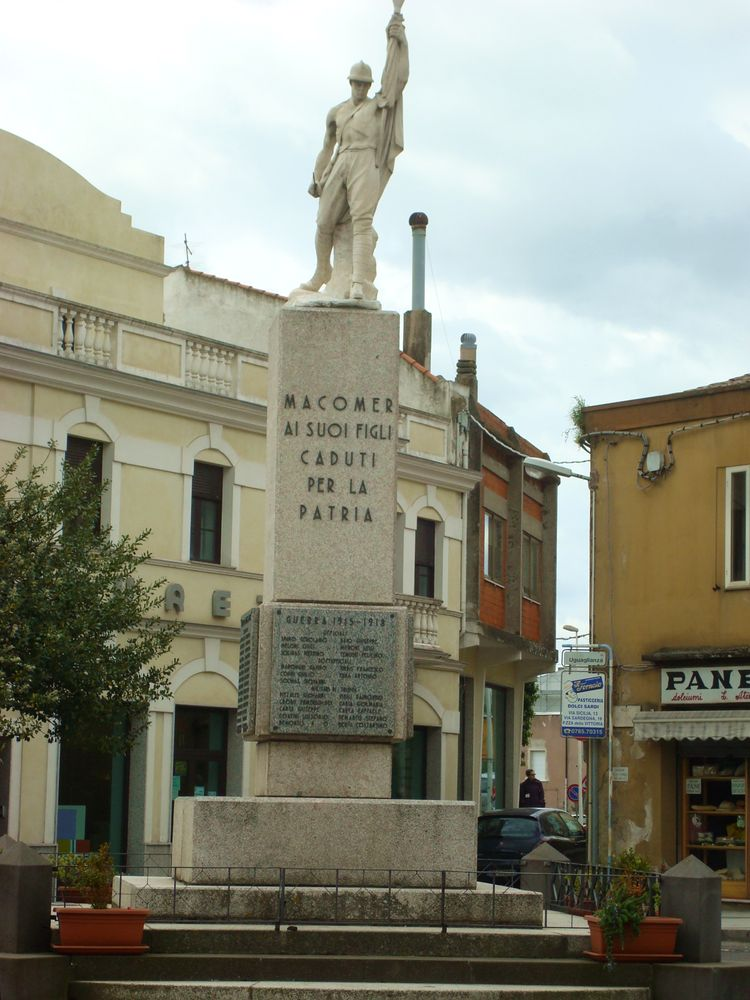
Monumento ai caduti

- Monumento ai Caduti di tutte le guerre sito in piazza della Vittoria
- Monumento ai Caduti del lavoro presente nell'omonima piazza
- Monumento ai Caduti del mare sorge in piazza Italia.
- Cippo in memoria del Tenente Colonnello Alberto Bechi Luserna[10]

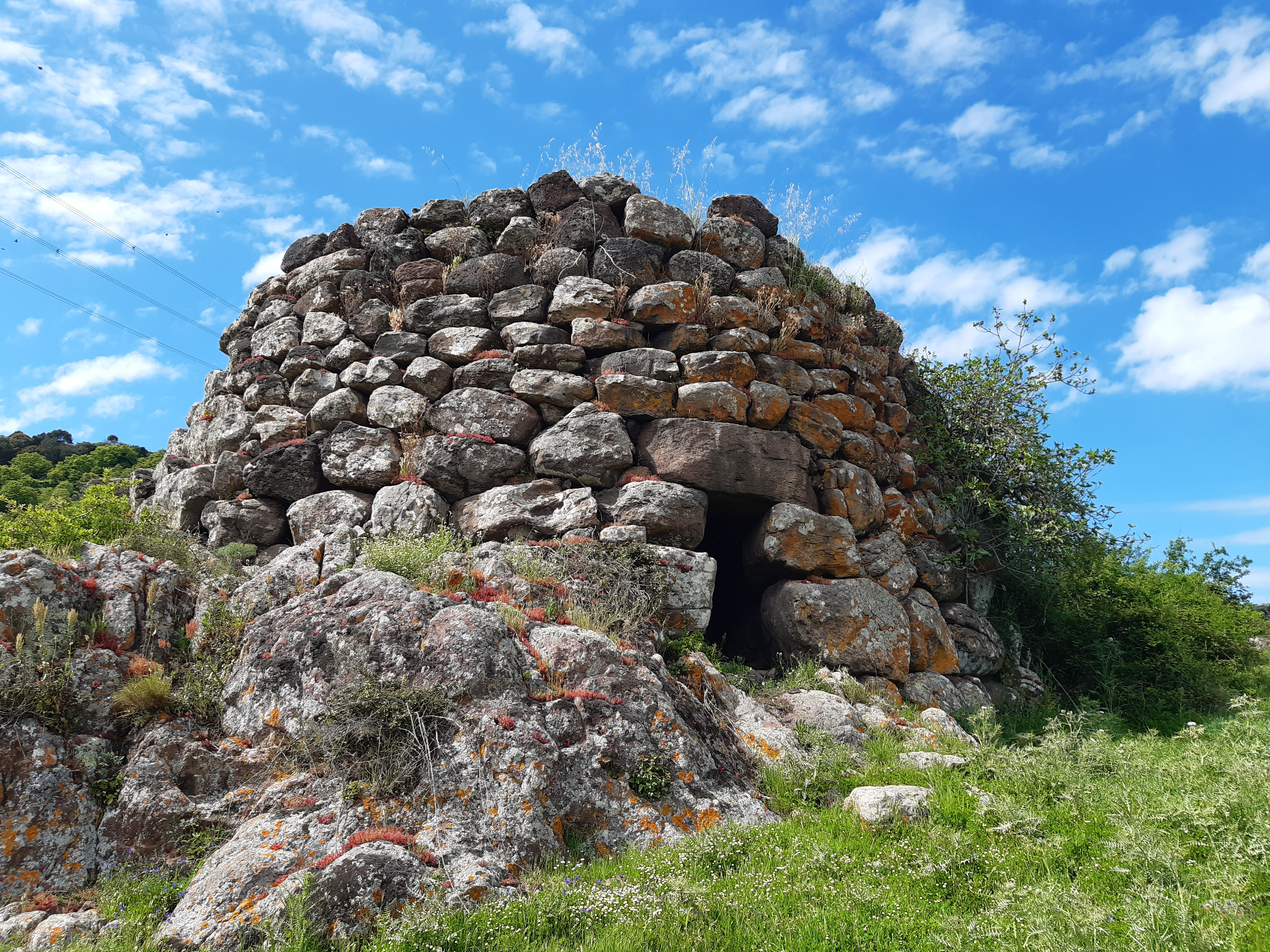
Nuraghe Funtana Ide

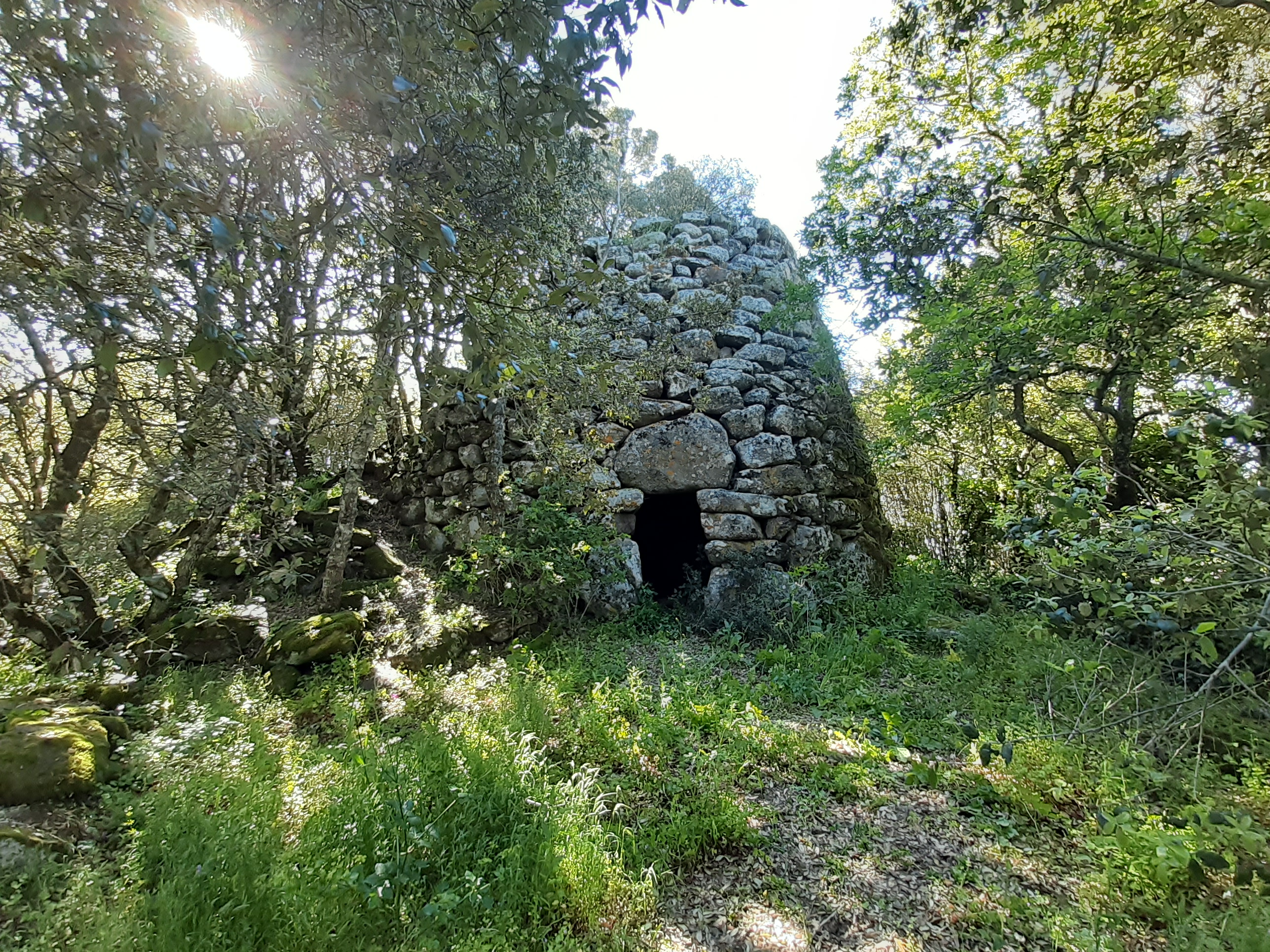
Nuraghe Ascusa

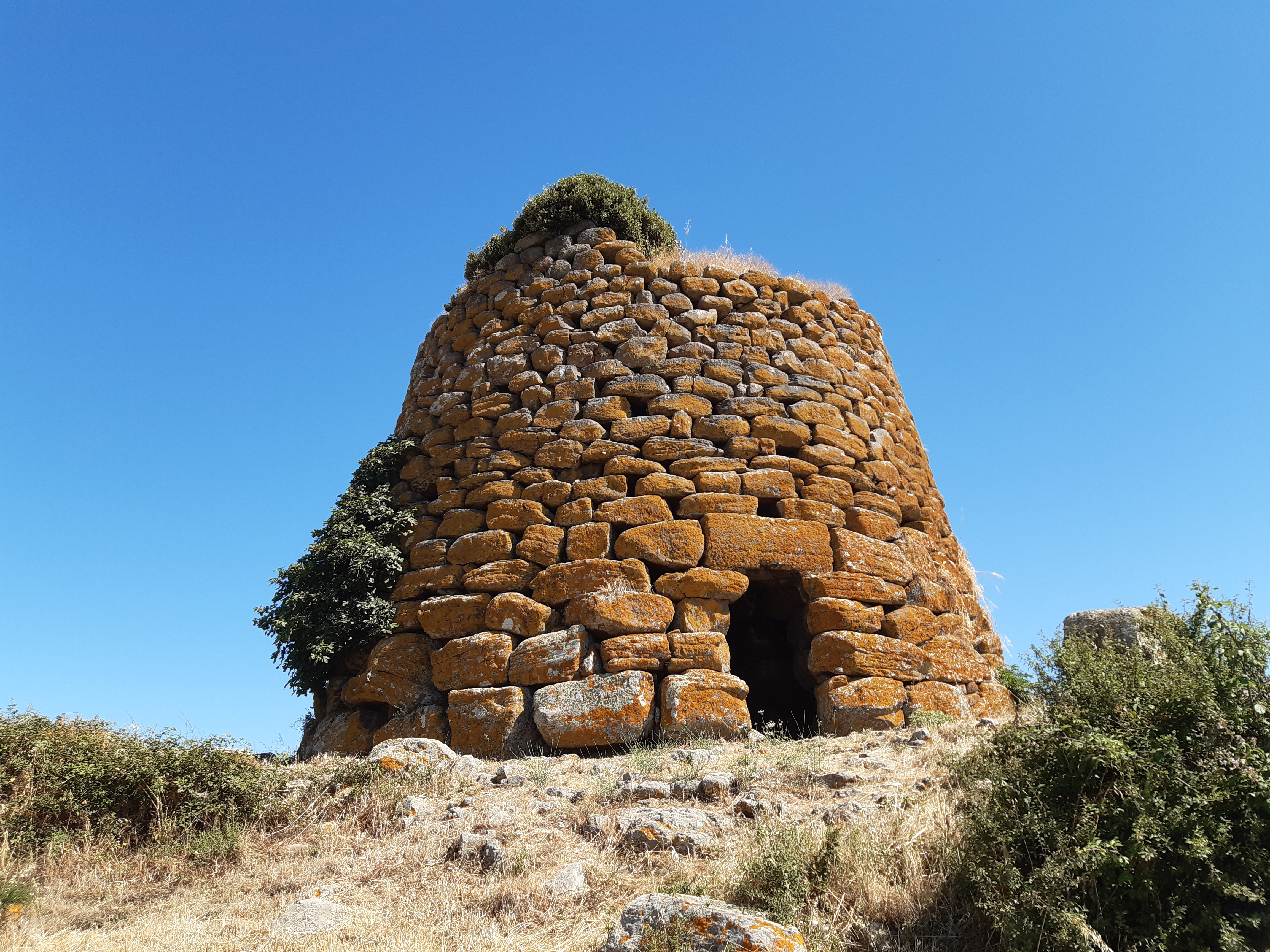
Nuraghe Succoronis

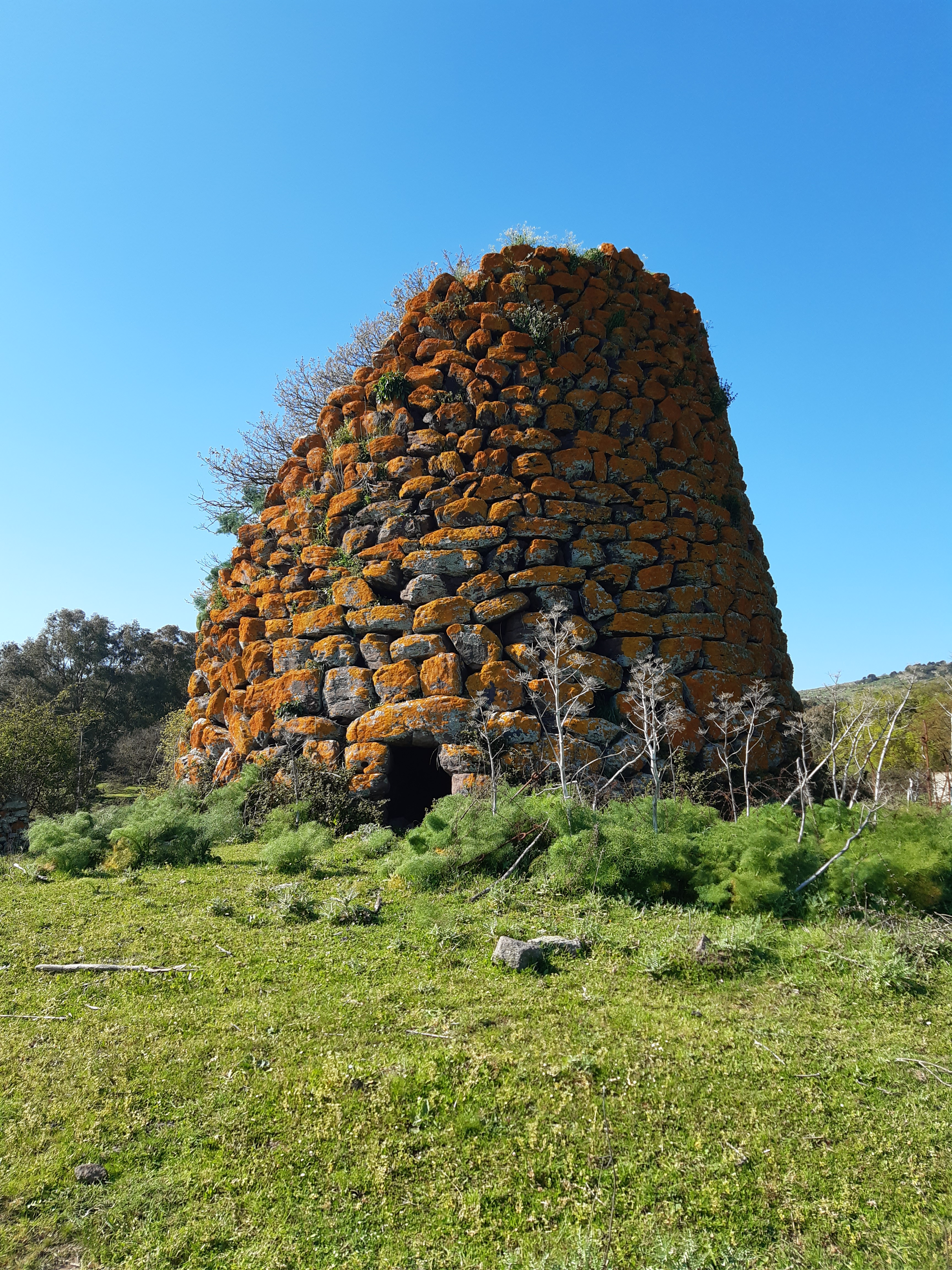
Nuraghe Sa Crabarza

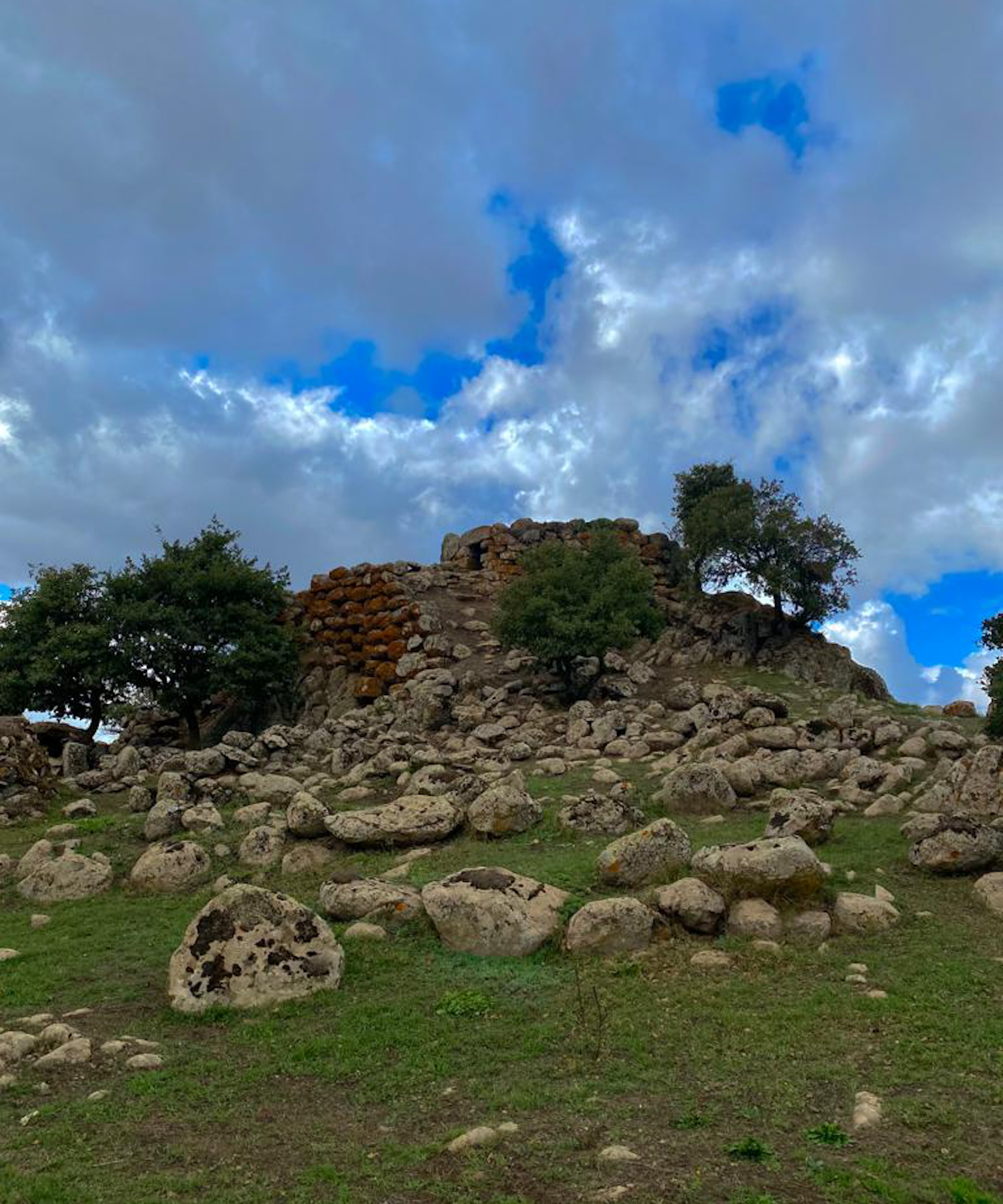
Nuraghe Tamuli

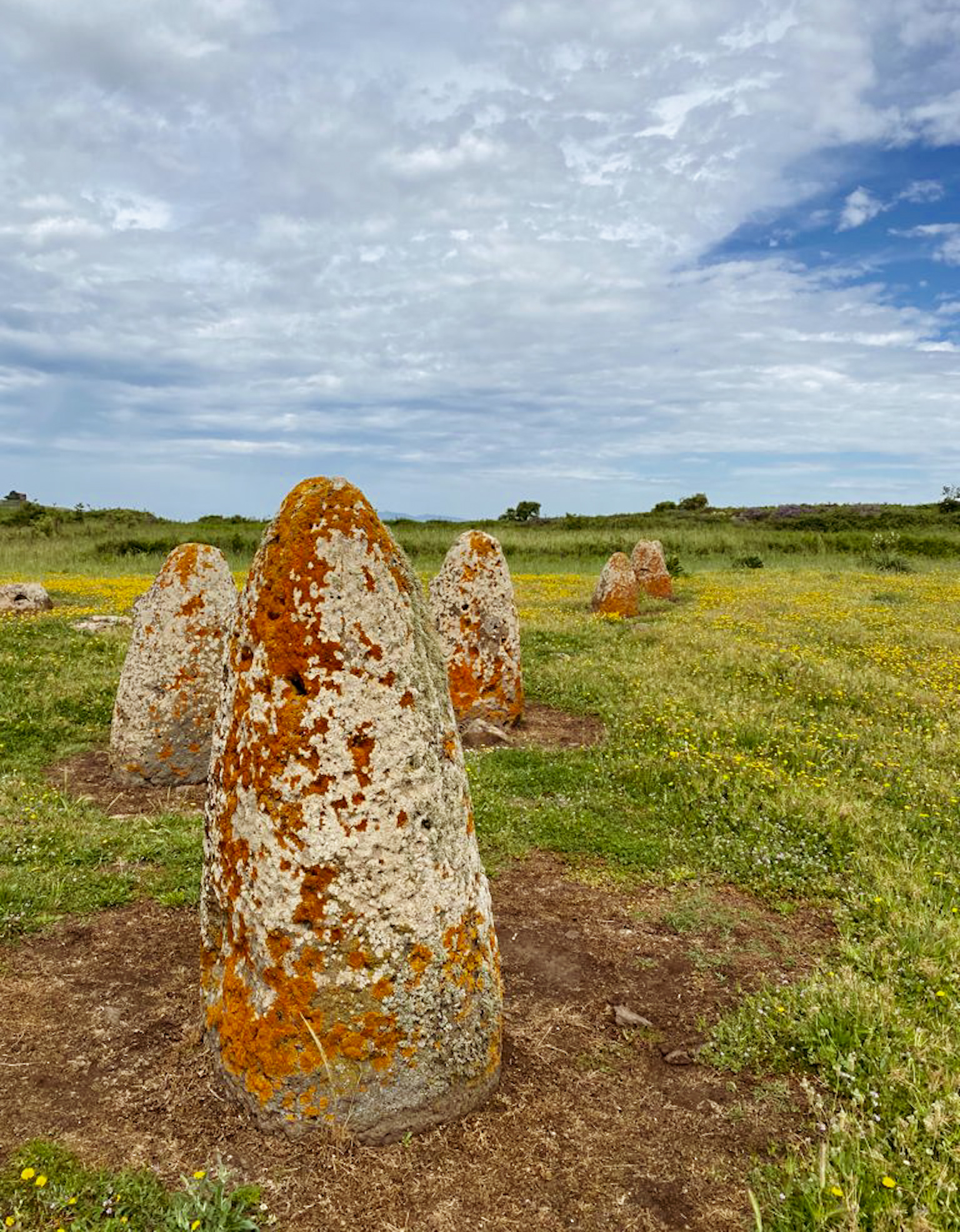
Betili di Tamuli

### Siti archeologici
Nel territorio di Macomer sono presenti 207 aree e testimonianze archeologiche, includenti 128 nuraghi, 29 tombe dei giganti (con 20 betili associati ad esse), 13 fonti e pozzi di età nuragica, 6 necropoli ipogeiche di domus de janas, 8 dolmen, 1 allée couverte, 1 muraglia megalitica, 1 recinto megalitico, 6 siti di ripari sottoroccia, 11 testimonianze di epoca romana e 1 di epoca medievale.

#### Nuraghi

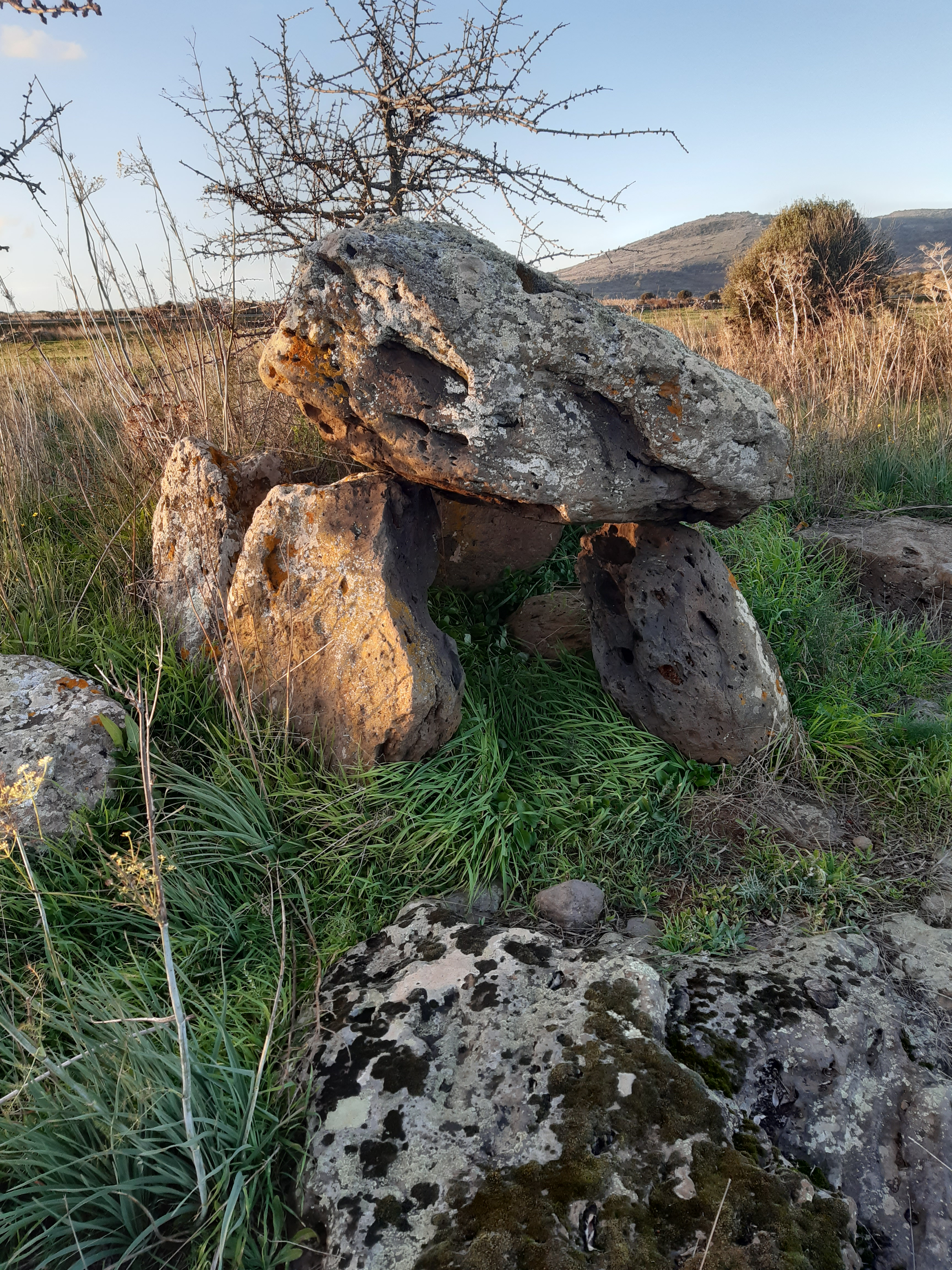
Dolmen Sa Perda 'e S'Altare

- Nuraghe Ascusa (Monte Sant'Antonio), è un nuraghe monotorre con scala, nicchia d’andito e camera marginata da due nicchie contrapposte. Deteriorata per via di un crollo, è, tuttavia, tra i più suggestivi nuraghi del territorio per via della sua invidiabile posizione all'interno del fitto bosco del Monte di Sant'Antonio.
- Nuraghe Columbos, è un monotorre con scala, nicchia d’andito e camera centrale marginata da due nicchie contrapposte. La sua tholos è crollata, ma, nonostante ciò, è probabilmente il più bel nuraghe situato nell'altopiano di Campeda.
- Nuraghe Ruggiu, è un nuraghe monotorre, costruito con filari regolari, caratteristica che denota un suo antico splendore vista la tecnica costruttiva assai minuziosa. Si presenta con un enorme cedimento, probabilmente causato nel periodo delle guerre.
- Nuraghe Sa Crabarza, è un monotorre con camera marginata da una nicchia e da un vano scala ora obliterato i seguito alla costruzione della polveriera adiacente. Molto caratteristica è la sua torre perfettamente tagliata in obliquo in seguito al crollo.
- Nuraghe Santa Barbara, è un nuraghe complesso con torre centrale racchiusa in un bastione quadrilobato con cortile a cielo aperto. È situato su un ripiano basaltico dove svetta dinanzi alla valle del rio S'Adde. È sicuramente il nuraghe più noto della cittadina macomerese, per via della sua imponenza e maestosità.
- Nuraghe Solene, è un monotorre con scala d’andito e camera marginata da tre nicchie disposte a croce. È purtroppo interessato da un grosso crollo per cui sta rischiando di crollare definitivamente.
- Nuraghe Succoronis, è un nuraghe monotorre con tholos intatta, che conserva la camera, accessibile attraverso un andito con scala e nicchia, e dotata di tre vani sussidiari. È situato su un ripiano trachitico ai piedi di Monte Manzanu.
- Nuraghe Tamuli, è un nuraghe complesso a corridoio, al quale alla struttura principale è stato addossato un bastione bilobato. È incerta, comunque, la sua reale planimetria in quanto non è mai stato, praticamente, oggetto di scavo. Attorno ad esso, si estende un villaggio composto da capanne circolari e rettangolari. Sono altresì presenti delle particolari capanne allungate dette "suiles", successive all'epoca nuragica.

- Nuraghe Aeddo
- Nuraghe Arculentu
- Nuraghe Ascusa (Campeda)
- Nuraghe Badde Figu
- Protonuraghe Bantine Piano o Pedru Oe o Orosu
- Nuraghe Basones o Padru Pizzinnu
- Nuraghe Bidda Edra o Badde Edra
- Nuraghe Bidui (al confine con Birori)
- Nuraghe Cabudebbene A
- Nuraghe Cabudebbene B
- Nuraghe Campeda
- Nuraghe Castigadu
- Nuraghe Chentu Istradas A
- Nuraghe S’Iscobargiu A o Chentu Istradas B
- Nuraghe S’Iscobargiu B o Chentu Istradas C
- Nuraghe Cherchizzu
- Nuraghe Coa ‘e Sa Mela
- Nuraghe Coa Nuraghe (al confine con Bonorva)
- Nuraghe Cogolattu
- Nuraghe ‘e Corte
- Nuraghe Craba (al confine con Borore)
- Nuraghe Crabarida
- Nuraghe Cuccuru ‘e Cresia A
- Nuraghe Cuccuru ‘e Cresia B
- Nuraghe Cuccuru Ladu A
- Nuraghe Cuccuru Ladu B
- Nuraghe ‘e Mesu
- Nuraghe Edrosu
- Nuraghe Erbeghiles A
- Nuraghe Erbeghiles B

- Nuraghe Ferulaghes
- Nuraghe Figados A o Elighe
- Nuraghe Figados B
- Nuraghe Sa Figu Arba o Figados
- Nuraghe Figu Niedda
- Nuraghe Figuranchida
- Nuraghe Foddeddis
- Nuraghe Funtana Codina
- Nuraghe Funtana Ide
- Nuraghe Funtana Mela
- Nuraghe Fuscas
- Nuraghe Iria o Serbagusa
- Nuraghe Iscrocca A
- Nuraghe Iscrocca B
- Nuraghe Lavredu
- Nuraghe Madde
- Nuraghe Mandras
- Nuraghe Maronzu
- Nuraghe Mazzacaddos o Nieddu
- Protonuraghe Mene
- Nuraghe Mola De Su Caddu A
- Nuraghe Mola De Su Caddu B
- Protonuraghe Monte Manai
- Protonuraghe Monte Mandras
- Protonuraghe Monte Manzanu
- Nuraghe Monte Muradu
- Nuraghe Monte Pitzolu
- Protonuraghe Monte Sara
- Nuraghe Montrigu de Lacana
- Nuraghe Mura Aine A

- Nuraghe Mura Aine B
- Nuraghe Mura Aine C
- Nuraghe Mura de Puttu
- Nuraghe Mura Sauccu A
- Nuraghe Mura Sauccu B
- Nuraghe Mura Ulas
- Nuraghe Nasprias
- Nuraghe Nuradorzu o Madde B
- Nuraghe Nuvole
- Protonuraghe Orbentile o Sardosu o Orovo’
- Nuraghe Orta
- Nuraghe Sa Pattada
- Nuraghe Pazza
- Nuraghe Pedrabardile A
- Nuraghe Pedrabardile B
- Nuraghe Pilinzones
- Nuraghe Pintuleddu
- Nuraghe Pischinarza
- Nuraghe Porru
- Nuraghe Prunas A
- Nuraghe Prunas B
- Nuraghe Pubuttu
- Nuraghe Riu Temo
- Nuraghe Rocca Ruggia
- Nuraghe S’Ena ‘e Padria
- Nuraghe S’Ortigosu
- Nuraghe Sa Chea de Su Porcu
- Nuraghe Sa Corte
- Nuraghe Sa Madalena
- Nuraghe Sa Mandra Tunda

- Nuraghe Sa Matta ‘e Sa Muzzere
- Nuraghe Sa Mura De Bara
- Nuraghe Sa Pedra o S’Ulimu
- Nuraghe Sa Ucchiusura A
- Nuraghe Sa Ucchiusura B
- Nuraghe San Giorgio (al confine con Birori)
- Nuraghe Sant’Antonio
- Nuraghe Sas Cariasas o Sos Carialzos
- Protonuraghe Serra Meana
- Nuraghe Sesugias o Susugias o Mura Ruggia
- Nuraghe Sporlo o Taccori
- Protonuraghe Su Nou de Craba ‘e Jana
- Nuraghe Su Salighe o Conculos
- Nuraghe Su Tilibirche
- Nuraghe Suerzu (al confine con Borore)
- Nuraghe Suppiu
- Nuraghe Tanca Salighe A (al confine con Sindia)
- Nuraghe Tanca Salighe B (al confine con Sindia)
- Nuraghe Terra Tenera
- Nuraghe Tiriani o Su Nou De Tiriani
- Nuraghe Toccori o Terchis
- Nuraghe Tossilo A
- Nuraghe Tossilo B
- Protonuraghe Tottori o Pruna Tottori
- Nuraghe Traina A
- Nuraghe Traina B (al confine con Sindia)
- Nuraghe Traina C (al confine con Sindia)

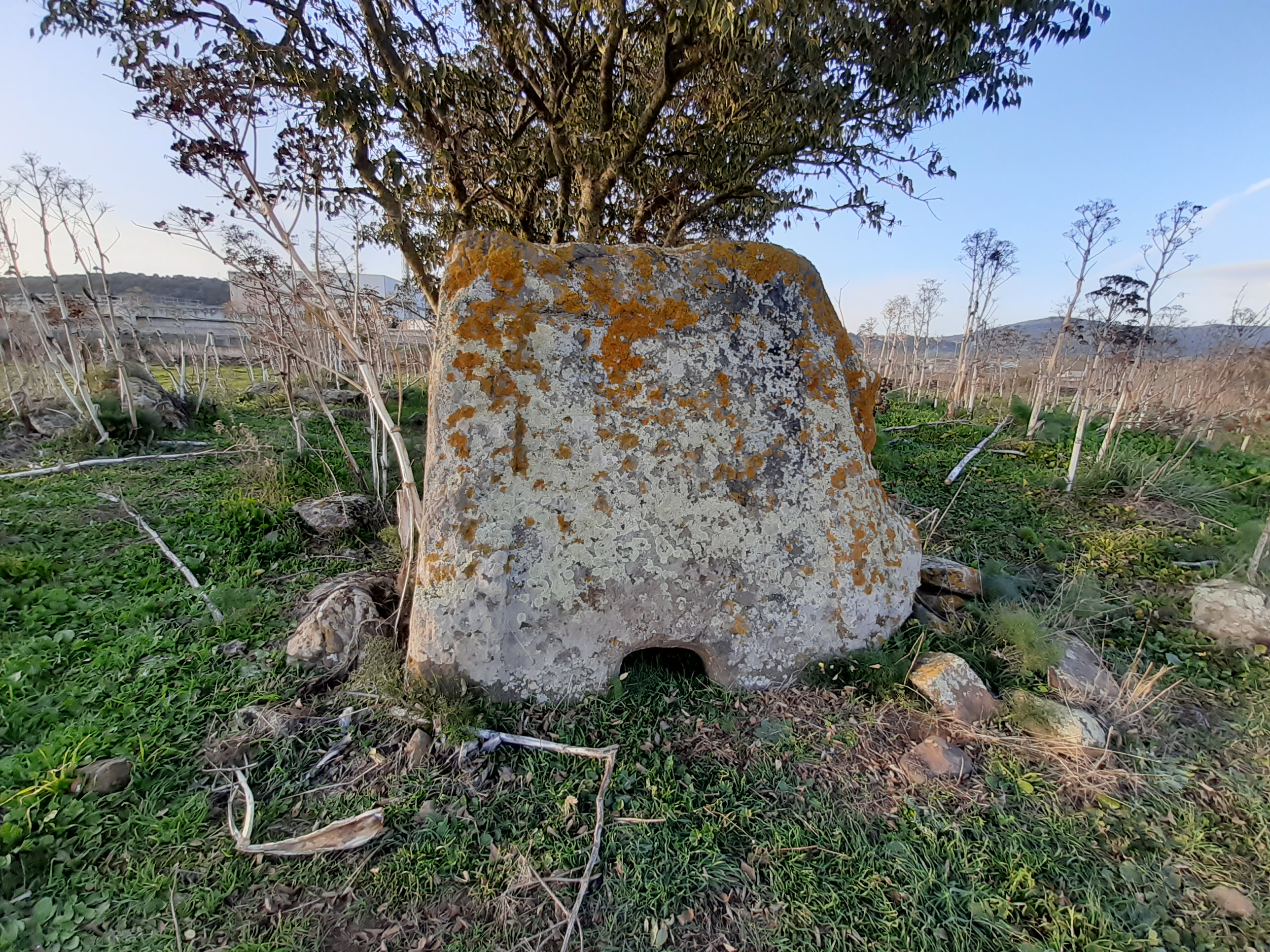
Tomba dei Giganti di Castigadu

- Nuraghe Turrigas A
- Nuraghe Turrigas B o Crabarida B
- Nuraghe Ulimos

#### Tombe dei giganti
- Tomba dei Giganti di Basones, è una tomba dei giganti con fronte a filari in opera isodoma. È stata scoperta nel 2020 duranti dei lavori dell'Anas. Di notevole interesse il ritrovamento del concio a dentelli.
- Tomba dei Giganti di Castigadu o Castigadu S'Altare, è una tomba dei giganti con stele, a struttura ortostatica-dolmenica. Presenta corpo tombale definito nel profilo posteriore absidato da 4 grandi lastroni, mentre l’emiciclo è segnato dallo spartito inferiore della stele centinata e da un ortostato nell’ala destra.

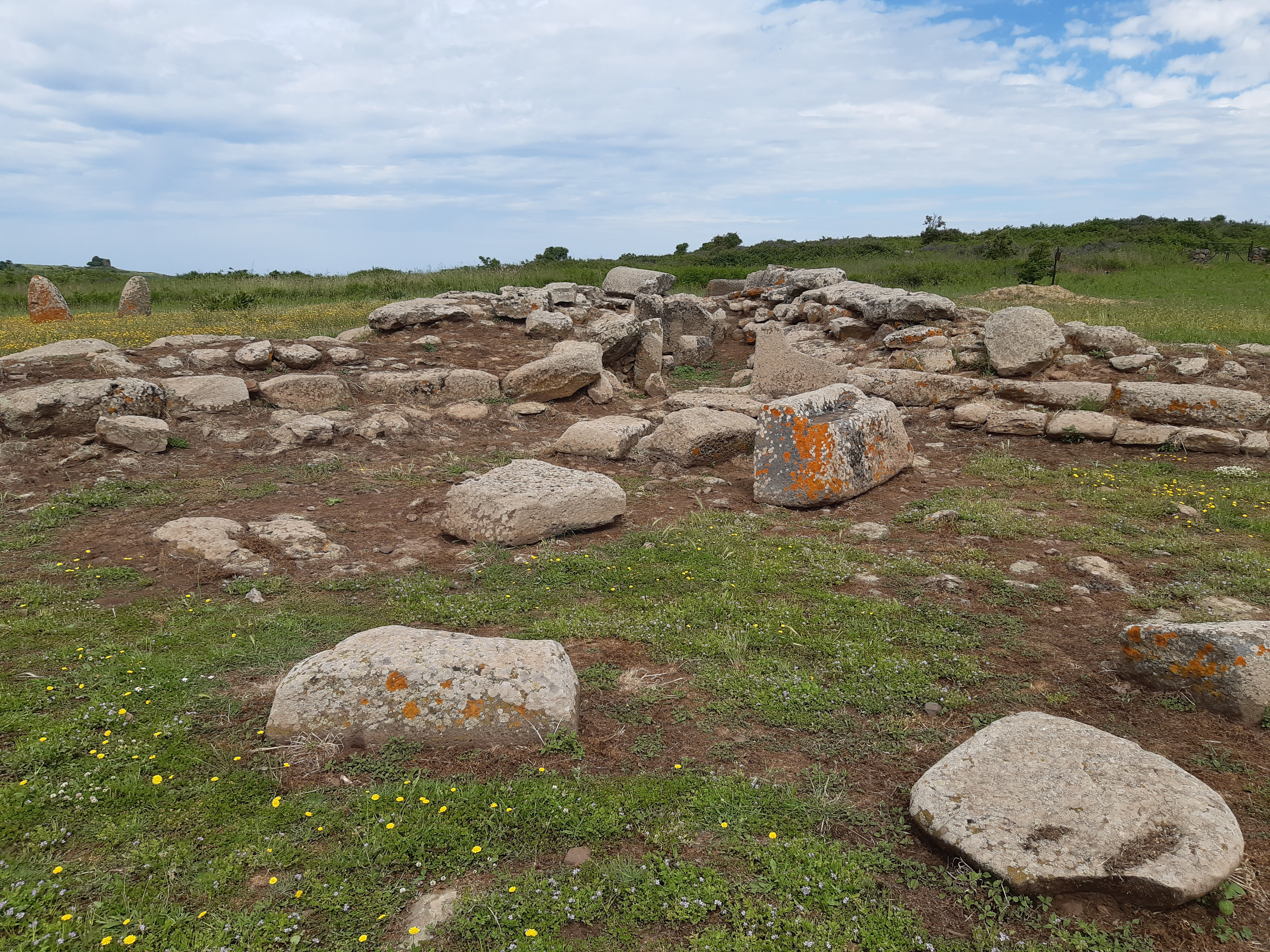
Tomba dei Giganti di Tamuli A

- Tomba dei Giganti di Puttu Oes, è una tomba dei giganti con stele, a ortostati e filari. Conserva alcuni elementi rilevanti che la rendono tra le più particolari della Sardegna, come una grande nicchia con bancone decorato da lesene, l'assenza di abside, lo stipetto sopraelevato, la parte superiore della stele (ora parte della muratura del corridoio della tomba stessa) con tre incassi nella centina, dovuti all'inserimento della triade betilica. Attorno alla tomba sono stati rinvenuti due betili di modeste dimensioni.
- Tomba dei Giganti di Sas Giagas, è una tomba dei giganti con fronte a filari in opera poligonale. La sua particolarità è la presenza di un tumulo intenzionale formato da uno spesso accumulo di terra misto a pietre, che, la renderebbe unica nel suo genere, visto che il tumulo è presente solamente nelle tombe dei giganti più arcaiche che inglobavano struttura preesistenti come le allée couverte. Altra nota di colore, è la presenza, all'interno del corpo tombale, delle incisioni nelle pietre simili a quelle di Sa Mandra Manna a Tula.
- Tomba dei Giganti di Tamuli A, è una tomba dei giganti con fronte a filari in opera isodoma. È la tomba più importante del complesso archeologico di Tamuli, sia per grandezza, sia per la presenza di 6 betili, 3 maschili e tre femminili, posti nel lato della sepoltura. I betili femminili rappresentano un unicum nel panorama archeologico sardo, in quanto sono gli unici in tutta l'isola a possedere due mammelle. All'interno della tomba sono state trovate ceramiche a decorazione metopale con punteggio impresso a crudo.

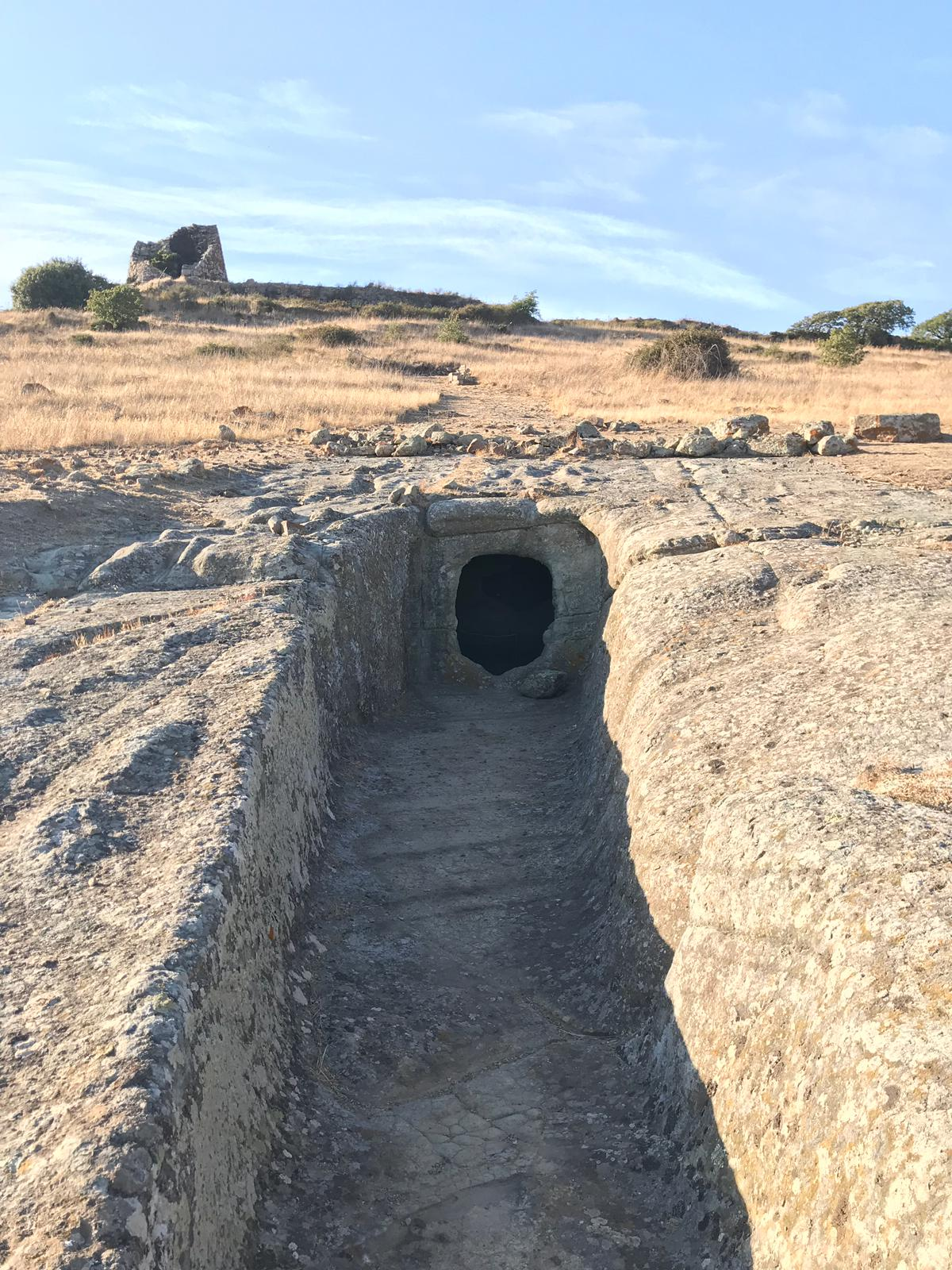
Necropoli di Filigosa

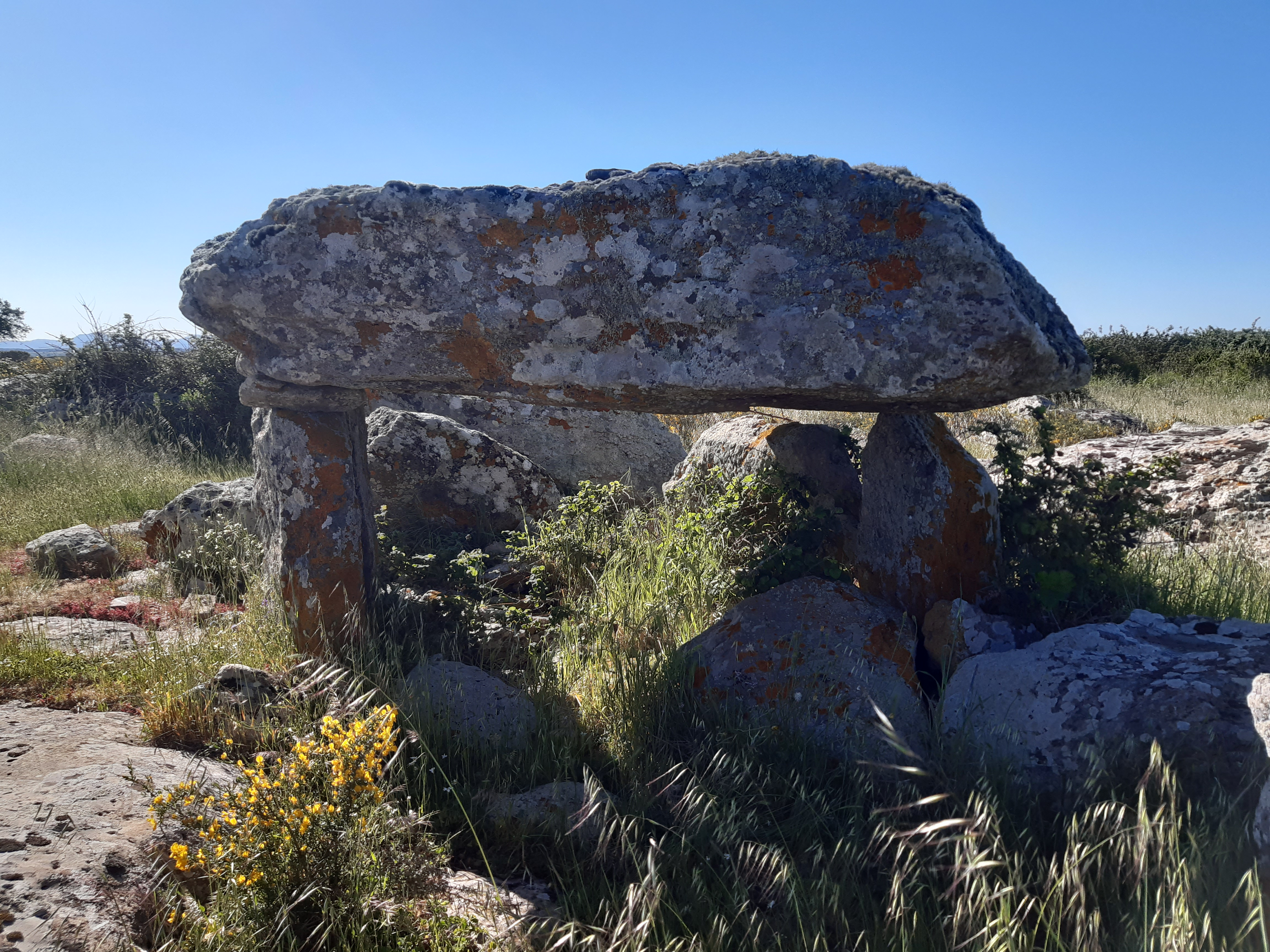
Dolmen Terra Tenera

- Tomba dei Giganti di Tamuli B, è una tomba dei giganti con fronte a filari in opera isodoma. Allo stato attuale si presenta come un cumulo di massi e terra nel quale si riconosce appena il perimetro dell’abside e delle fiancate laterali e buona parte dell’esedra. È ben visibile il pavimento del corpo tombale, composto da lastroni ben squadrati. Come nella Tomba A, anche in essa, sono state ritrovate ceramiche a decorazione metopale.
- Tomba dei Giganti di Tamuli C, è una tomba dei giganti con fronte a filari in opera poligonale. La sepoltura appare oggi molto deturpata dalle intemperie del tempo. Di particolare rilevanza, il ritrovamento di una moneta punica in bronzo, raffigurante la testa di Kore, un cavallo stante e un albero di palma. Questo è l'unico segno che porta a pensare che l'area di Tamuli sia stata utilizzata anche successivamente.[15]

- Tomba dei giganti di Bidui (al confine con Birori), accompagnata da 2 betili
- Tomba dei giganti Chentu Istradas A, accompagnata da 3 betili
- Tomba dei giganti Chentu Istradas B
- Tomba dei giganti di Cuccuru ‘e Cresia
- Tomba dei giganti di Edrosu A
- Tomba dei giganti di Edrosu B
- Tomba dei giganti di Figuranchida A
- Tomba dei giganti di Figuranchida B
- Tomba dei giganti di Lavredu
- Tomba dei giganti di Monte Muradu A, accompagnata da 2 betili
- Tomba dei giganti di Monte Muradu B

- Tomba dei giganti di Orta, accompagnata da 1 betilo
- Tomba megalitica di S’Ispadazzu
- Tomba dei giganti di Sa Pattada
- Tomba dei giganti di Sa Pedra o S’Ulimu
- Tomba dei giganti di Su Cadelanu
- Tomba dei giganti di Su Cunventu
- Tomba dei giganti di Su Nou de Tiriani
- Tomba dei giganti di Santa Barbara
- Tomba dei giganti di Solene, accompagnata da 6 betili
- Tomba dei giganti di Succoronis
- Tomba dei giganti di Traina, accompagnata da 1 betilo

#### Fonti e pozzi sacri nuragici
- Fonte nuragica Badde Figu
- Fonte nuragica Sa Coa ‘e Sa Mela
- Fonte nuragica Monte Manzanu
- Fonte nuragica Monte Muradu
- Fonte nuragica Orta
- Fonte nuragica Pedru Oe
- Fonte nuragica Santa Barbara
- Fonte nuragica Scalarba
- Fonte nuragica Tamuli
- Pozzo nuragico Centro Storico
- Pozzo nuragico Mura de Puttu
- Pozzo nuragico Puttu Oes
- Pozzo nuragico Sertinu

#### Domus de janas
- Necropoli di Filigosa, È costituita da 4 domus de janas, tombe preistoriche scavate nella roccia. Queste in particolare sono datate all'età del Rame e danno il nome alla "facies di Filigosa" (3000-2500 a.C.); sono caratterizzate da lunghi corridoi d'accesso, e dalla presenza di nicchie, coppelle e focolari rituali. Dagli scavi archeologici della Tomba I proviene una piccola tazza, l'unico oggetto preistorico in legno mai ritrovato in Sardegna. La necropoli si trova ai piedi del Nuraghe Ruggiu.
- Necropoli di Funtana 'e Giaga, costituita da 3 domus de janas
- Necropoli di Meriaga, costituita da 3 domus de janas
- Necropoli di Tamara, costituita da 8 domus de janas
- Domus de janas di Succoronis
- Domus de janas di Tossilo

#### Dolmen
- Dolmen Sa Perda 'e S'Altare o Sa Tanca 'e Sa Marchesa, è il primo dolmen ad essere stato scoperto in Sardegna, rinvenuto da Antonio Taramelli e pubblicati nel 1906. Si tratta di un dolmen semplice ed era costituito, probabilmente, da sette ortostati, nelle quali poggiava un lastrone, di forma poligonale irregolare, che attualmente poggia, vistosamente inclinato sul lato destro, su due lastre di questo lato e sulla punta dell’ortostato che limita a sinistra l’ingresso.[11]
- Dolmen Terra Tenera, è situato nell'altopiano di Campeda, area ricca di testimonianze archeologiche. Il dolmen è attualmente sorretto da tre ortostati, degli almeno sei originali, coperti da un lastrone, di forma poligonale irregolare e sbozzata, quasi perfettamente spezzato in due, con una delle due parti che giace, dunque, fortunatamente, ancora, sui tre ortostati. La presenza di diverse pietre e lastre attorno alla sepoltura, fa pensare all'esistenza del peristalite.
- Dolmen Aeddo
- Dolmen Bidui
- Dolmen Edrosu
- Dolmen Maghedda Porcus
- Dolmen Mandras
- Dolmen Puttu Oes

#### Allée couverte
- Allée couverte Sa Tanca 'e Sa Marchesa, era l'unica sepoltura di questa tipologia nel territorio di Macomer. Appartenente alla tipologia dei dolmen absidati con doppio paramento, incassato nel terreno e in leggere tendenza.[12] Purtroppo il monumento risulta oggi distrutto. Nelle immediate vicinanze è presente il dolmen Sa Perda 'e S'Altare.

#### Aree megalitiche
- Muraglia megalitica di Pedra Oddetta
- Recinto megalitico di Nuradorzu

#### Ripari sottoroccia
- Ripari sottoroccia Su Nou de Tiriani
- Riparo sottoroccia A a struttura mista di Monte Manai
- Riparo sottoroccia B di Monte Manai
- Riparo sottoroccia C di Monte Manai
- Riparo sottoroccia di Pedra Oddetta
- Ripari sottoroccia S’Adde (circa 30)

#### Rovine e sepolture di età romana
- Pietre miliari di Macomer
- Sepolture romane Bidda Edra
- Sepolture romane Cherchizzos
- Tombe romane Sa Corte
- Antichità romane Pazza
- Sepolture romane Funtana Ide
- Cippi funerari e tracce romane di Sa Pedra
- Rovine romane di Su Conventu
- Tracce romane Solene
- Cippi funerari Bidui
- Cippi funerari San Giorgio

#### Rovine di età medievale
- Castello Sa Presone Ezza

### Luoghi di interesse naturalistico
Di notevole importanza storica e naturalistica è il monte di Sant'Antonio, dove il 13 giugno si svolgono i festeggiamenti del santo di Padova, che richiamano migliaia di fedeli e turisti.

## Società

### Evoluzione demografica
Abitanti censiti

### Lingue e dialetti
La variante del sardo parlata a Macomer è il logudorese centrale o comune.

## Cultura

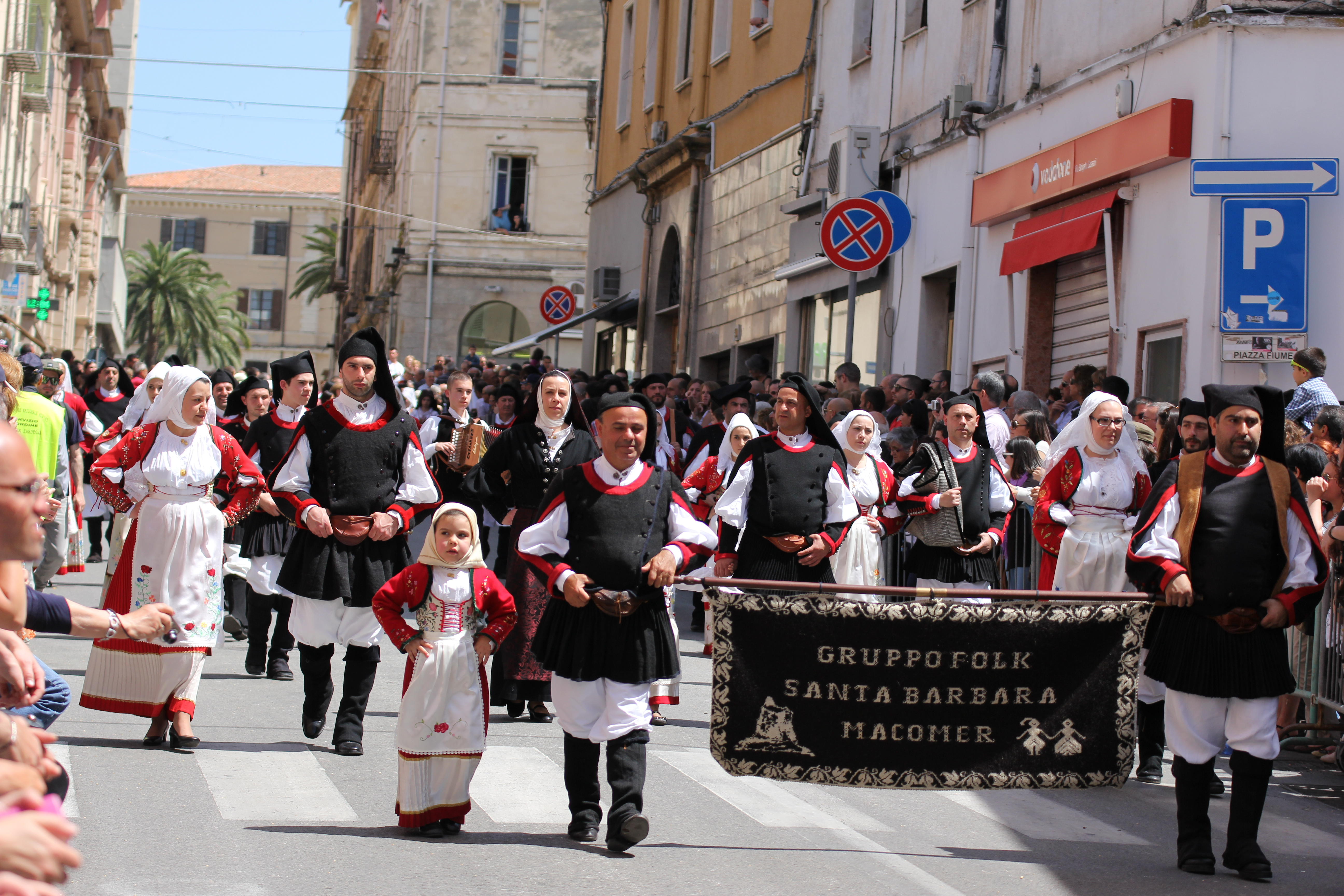
Costume tradizionale

### Istruzione
Vi ha sede lo storico Istituto tecnico commerciale e per geometri "Sebastiano Satta", fondato nel 1936, e un istituto professionale a questo recentemente accorpato. Ospita un liceo scientifico che offre i corsi tradizionale e tecnologico, e che ha annesso il liceo classico e quello delle scienze umane a opzione economico-sociale.

### Musei

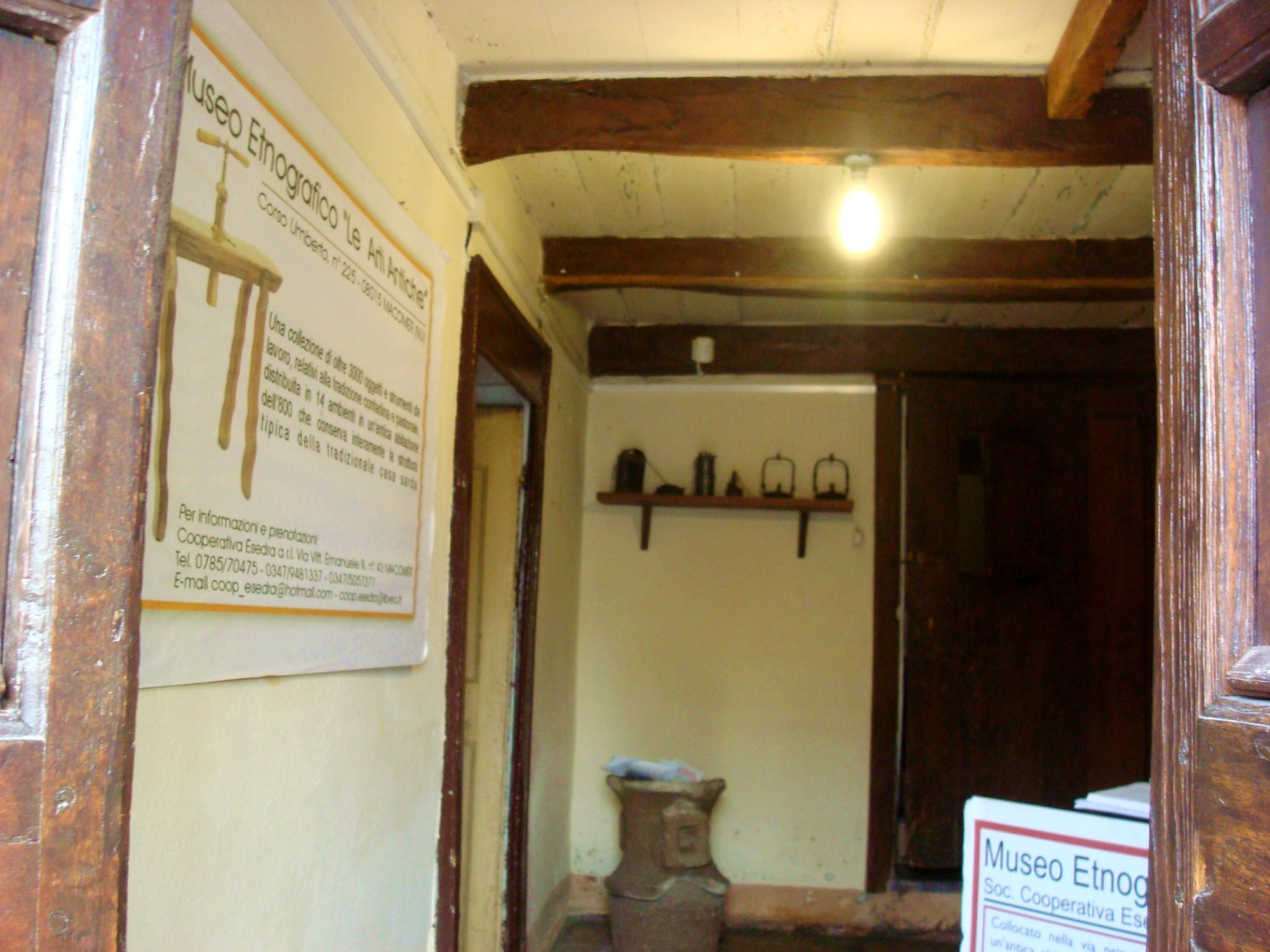
Museo etnografico "Le arti antiche", entrata

È presente un museo etnografico, denominato "Le arti antiche", che ospita utensili tradizionalmente utilizzati per l'agricoltura e l'allevamento, costumi folkloristici, fotografie.

### Media

#### Radio
Varie emittenti radiofoniche sono state attive a Macomer: la prima fu Radio Sardegna Centrale nel 1974 (in seguito Macomeradio) cui seguì . Radio Macomer Centrale, fondata nel 1979, è ancora attiva e diffusa in varie zone della Sardegna. In seguito Radio Tele Marghine nel 1980. Nel dicembre 2018 alcuni speaker storici della radiofonia macomerese hanno fondato la prima web radio locale, "Radio Libera Macomer".

#### Televisione
Nessuna emittente è oggi presente nel comune, in passato la locale "Azzurra TV" fu la seconda televisione locale a trasmettere nella provincia di Nuoro dopo Teleisola Nuoro. Trasmise dal novembre 1985 al 1995 quando dovette chiudere per via della subentrata legge Mammì.

## Economia
La posizione geografica, naturale crocevia tra le vie di comunicazione Nord-Sud della Sardegna sin dai tempi antichi, ha favorito lo sviluppo della cittadina.
Il commercio e l'allevamento costituiscono le attività principali. Ad esse si affianca l'industria tessile (tessuti in cotone e calze). Essa era arrivata a occupare fin quasi un migliaio di operai, ma oggi affronta alcune difficoltà; stesso discorso vale per la produzione casearia, comunque importante. Nella zona industriale di Tossilo è situato un grande inceneritore adibito allo smaltimento di rifiuti urbani ed è operativo dal 1993.

## Infrastrutture e trasporti

### Strade
La cittadina è attraversata da diverse strade statali: la SS 131, la SS 129 e la ex SS 131.

### Ferrovie
Sono presenti due stazioni ferroviarie, una di RFI (lungo la ferrovia Cagliari-Golfo Aranci e servita da Trenitalia) e una dell'ARST (capolinea della ferrovia a scartamento ridotto per Nuoro e di quella turistica per Bosa Marina), situate una di fronte all'altra in piazza Due Stazioni, ove è presente anche un terminal per gli autobus. Nel territorio comunale sono inoltre presenti la stazione di Campeda, scalo merci in disuso lungo la Cagliari-Golfo Aranci, e la fermata di Bara, posta lungo la linea per Bosa, attiva solo a uso turistico.

## Amministrazione
| Periodo          | Periodo          | Primo cittadino       | Partito                                    | Carica  | Note   |
| ---------------- | ---------------- | --------------------- | ------------------------------------------ | ------- | ------ |
| 20 novembre 1994 | 29 novembre 1998 | Giuseppe Ledda        | lista eterogenea                           | sindaco | [ 18 ] |
| 29 novembre 1998 | 25 maggio 2003   | Giuseppe Ledda        | liste civiche di centro-sinistra           | sindaco | [ 19 ] |
| 25 maggio 2003   | 15 giugno 2008   | Marco Mura            | liste civiche di centro-sinistra           | sindaco | [ 20 ] |
| 15 giugno 2008   | 26 maggio 2013   | Riccardo Uda          | lista civica "Macomer Cambia"              | sindaco | [ 21 ] |
| 26 maggio 2013   | 11 giugno 2018   | Antonio Onorato Succu | lista civica "Democrazia e Partecipazione" | sindaco | [ 22 ] |
| 11 giugno 2018   | 29 maggio 2023   | Antonio Onorato Succu | lista civica "Democrazia e Partecipazione" | sindaco | [ 23 ] |
| 29 maggio 2023   | in carica        | Riccardo Uda          | lista civica "Macomer civica"              | Sindaco | [ 24 ] |

## Sport

### Calcio
Sono presenti 3 società calcistiche principali: l'A.S.D. Macomer 1923 Calcio, la Polisportiva Macomerese e l'A.S.D. Pizzinnos.
L"A.S.D. Macomer 1923 Calcio", nata nel 1923, con colori sociali giallo-rossi (i colori di Macomer) milita nel girone E sardo di 2ª Categoria e vanta nel palmarès varie partecipazioni alla Serie D (campionato interregionale) ed all'Eccellenza sarda.
La "Polisportiva Macomerese" è nata nel 1974, con colori sociali bianco-celesti, milita nel girone B di Promozione.
L "A.S.D. Pizzinnos", che si occupa di puro settore giovanile, è stata fondata nel 2006 ed ha colori sociali giallo-blu. Nella stagione 2021/22 la società si è unita con il settore giovanile dell' U.S. Borore.

### Altri sport
Sono presenti anche società di pallavolo (Scuola Pallavolo e VolleyBall Club), pallacanestro (Basket Macomer 2.0), atletica (Centro Sportivo Fiamma Macomer e Macomer Runners), tennis (Tennis Club), judo (Judo Yano e Judo Club), karate (ASD Scuola Karate Shotokan, Karate Club Hiroshi Shirai e Asd Karate Club Macomer), ciclismo (Panif. Atzori), una scuola di danza (Asd Speridan) una Società di tiro con L'arco(Arcieri del Marghine) e numerose associazioni amatoriali e di "vecchie glorie".

### Impianti Sportivi
- Stadio Scalarba, dotato di piste di atletica e con una capienza di circa 2 000 posti[25]
- Campo sportivo di Sertinu (erba)
- Campo sportivo di Sertinu (terra)
- Piscina comunale, inaugurata nel 2010, frequentata da numerosi iscritti.[26]
- Centro sportivo Sertinu, dotato di campo da calcio a 5.
- Campetto Rionale Scalarba
- Campi da tennis Scalarba
- Campo Polivalente Santa Maria
- Campo da calcio Casa Saveriana